# Makai Lajos
Makai Lajos (Bátaszék, 1914. április 6. – Szeged, 1975. február 3.) magyar fizikus, egyetemi docens, a fizikai tudományok kandidátusa (1968).

## Életpályája
1939-ben diplomázott a Szegedi Tudományegyetem matematika-fizika szakán. 1942–1949 között Szatmárnémetiben nevelőintézeti és óraadó tanárként dolgozott. 1949-től gimnáziumi, illetve technikumi tanár volt. 1952-től a Kossuth Lajos Tudományegyetem kísérleti fizika tanszéken szakmódszertant oktatott. 1967-től tagja volt az egyetemi nevelési bizottságnak, az lnternational Union of Pure and Applied Physics (IUPAP) Oktatási Bizottságának.
Egyik úttörője az új hazai fizikai szakmódszertan megteremtésének, ezen belül a középisk. fizikatanítás modernizálásának. Számos egyetemi jegyzete és módszertani tankönyve jelent meg. Több új kísérleti eszközt tervezett.
Sírja, a szegedi Dugonics temetőben található (E/2-11-28).

## Művei
- Útmutató az általános gimnáziumi fizikai gyakorlatok vezetéséhez (Budapest, 1956)
- A gimnáziumi fizikai gyakorlati órák vezetésének szakmódszertani kérdései (Szeged, 1958)
- A fizika tanítása (Budapest, 1959)
- Mérések az általános és középiskolai matematika–fizika órákon (társszerzőkkel, Budapest, 1959)
- A fizikatanítás néhány módszertani kérdése (Budapest, 1965).